# 緊急通報位置通知
緊急通報位置通知（きんきゅうつうほういちつうち）は、緊急通報用電話番号へ通報された際、発信場所に関する情報を受理機関側へ自動通知する機能である。

## 概要
日本では110番、119番、118番の各緊急通報用電話番号へ緊急通報された際、発信場所に関する情報が緊急通報受理機関に対して自動的に通知される。対象は携帯電話のほか、固定電話およびIP電話であり、位置情報とそれに付随する内容も通知される。携帯電話は、スマートフォンであっても基本的に緊急通報位置通知に対応している（MVNOについても原則として同様）。
また、位置情報を通知する緊急通報サービスは、北米にも「E911（Enhanced 9-1-1）、欧州では「E-112」がある。

## 通知される内容
通報者が使用した電話別に電気通信事業者より緊急通報受理機関へ通知される内容を日本を具体例として以下に示す(総務省)。
- 固定電話およびIP電話[注 1]

回線契約者等の住所を位置情報として、電話番号・契約者名を含めて通知。
- 携帯電話

GNSS（GPSなど）を利用できる場合はGNSS測位による位置情報（それ以外の場合は基地局からの距離などから算出した位置情報）を電話番号とともに通知。

## 歴史
緊急通報の際には、通報者の現在地が重要な情報となるが、携帯電話の普及に伴い通報者が自分の現在地を知らない事例が年々多くなり、2004年の時点では警察への全通報954万件のうち、57%となる544万件が携帯電話からの通報となった。それに伴い警察官や消防・救急車が現場へ到着する時間が遅れるなどの弊害が発生してきた。それを解決するシステムとして、総務省が導入を推進し、緊急通報の際に発信者の位置を通知することが2007年4月1日より義務化されることとなった。

## 運用開始
2007年4月1日から、警察は警視庁、神奈川県警察、愛知県警察、大阪府警察、奈良県警察が運用を始める。消防は大都市を中心に開始。海上保安庁は全国一斉に開始する。なお、緊急通報の前に184（非通知設定）を付加すれば位置情報は通知されないシステム（例えば184110とダイヤルした場合は、位置情報は通知されない）となっているが、受理機関が生命の危機が差し迫っている等やむを得ないとの判断をした場合、強制的に位置情報を取得する場合がある。
また関係機関は、電波の受信状態によっては現在地と異なる位置が通知される可能性もあることから、従来通り口頭で住所や目的地を通報するよう呼びかけている。各携帯電話会社では、2007年4月以降に発売する新機種については、GPS/GNSSによる緊急通報位置通知を標準装備する方向で準備を進めている。
なお、GPS/GNSS機能搭載携帯電話の全てが、緊急通報位置通知に対応している訳ではない。緊急通報位置通知非対応の端末については、GPS/GNSS非搭載端末と同様に、基地局と距離から算出したおおまかな位置だけが通知される。